# Archie Hahn
Charles Archibald Hahn, detto Archie (Dodgeville, 14 settembre 1880 – Charlottesville, 21 gennaio 1955), è stato un velocista statunitense, vincitore di tre medaglie d'oro olimpiche a Saint Louis 1904.

## Biografia
Nato a Dodgeville, nel Wisconsin, Archie Hahn correva per l'Università del Michigan.
Ai Giochi olimpici del 1904 di Saint Louis, che videro una scarsa partecipazione di atleti europei, si presentò come uno dei favoriti, avendo vinto le gare di sprint ai campionati americani e canadesi nel 1903.
Nella prima gara di quei Giochi, i 60 metri, Hahn, beneficiando della sua partenza rapida, vinse la medaglia d'oro in 7" netti. Divenne così il logico favorito per le gare di velocità restanti a cui era iscritto, i 100 m e i 200 m. La sua corsa nella finale dei 200 m gli consegnò l'oro e una buona prestazione cronometrica (21"6), anche se questa venne facilitata perché la gara si disputò su un rettilineo. Nella terza gara, i 100 metri, sbaragliò ancora una volta gli avversari, vincendo in 11" e conquistando così tutte le gare di velocità, impresa mai riuscita a nessun velocista.
Nel 1906, la Meteora di Milwaukee (come Archie era soprannominato) bissò la vittoria nei 100 m ai Giochi intermedi del 1906 ad Atene. Per quanto quest'ultima non sia considerata un'edizione ufficiale delle Olimpiadi, un'impresa identica riuscirà solo a Carl Lewis nel 1988, quando vinse per la seconda volta consecutiva i 100 m olimpici, anche se grazie alla squalifica di Ben Johnson.
Dopo la sua carriera sportiva, Archie Hahn divenne un allenatore e scrisse il libro How to Sprint (Come sprintare).
Morì nel 1955, a Charlottesville in Virginia.
Nel 1984 venne introdotto nella Hall of Honor dell'Università del Michigan e nel 1991 nella Virginia Sports Hall of Fame.

## Palmarès
| Anno | Manifestazione            | Sede        | Evento      | Risultato | Prestazione | Note                          |
| ---- | ------------------------- | ----------- | ----------- | --------- | ----------- | ----------------------------- |
| 1904 | Giochi olimpici           | Saint Louis | 60 m piani  | Oro       | 7"0         | Record olimpico               |
| 1904 | Giochi olimpici           | Saint Louis | 100 m piani | Oro       | 11"0        | Miglior prestazione personale |
| 1904 | Giochi olimpici           | Saint Louis | 200 m piani | Oro       | 21"6        | Record olimpico               |
| 1906 | Giochi olimpici intermedi | Atene       | 100 m piani | Oro       | 11"2        |                               |

## Galleria d'immagini

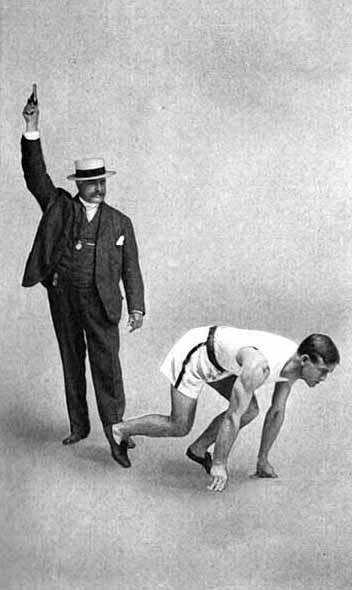
Archie Hahn in posa al momento del "pronti" (1904).
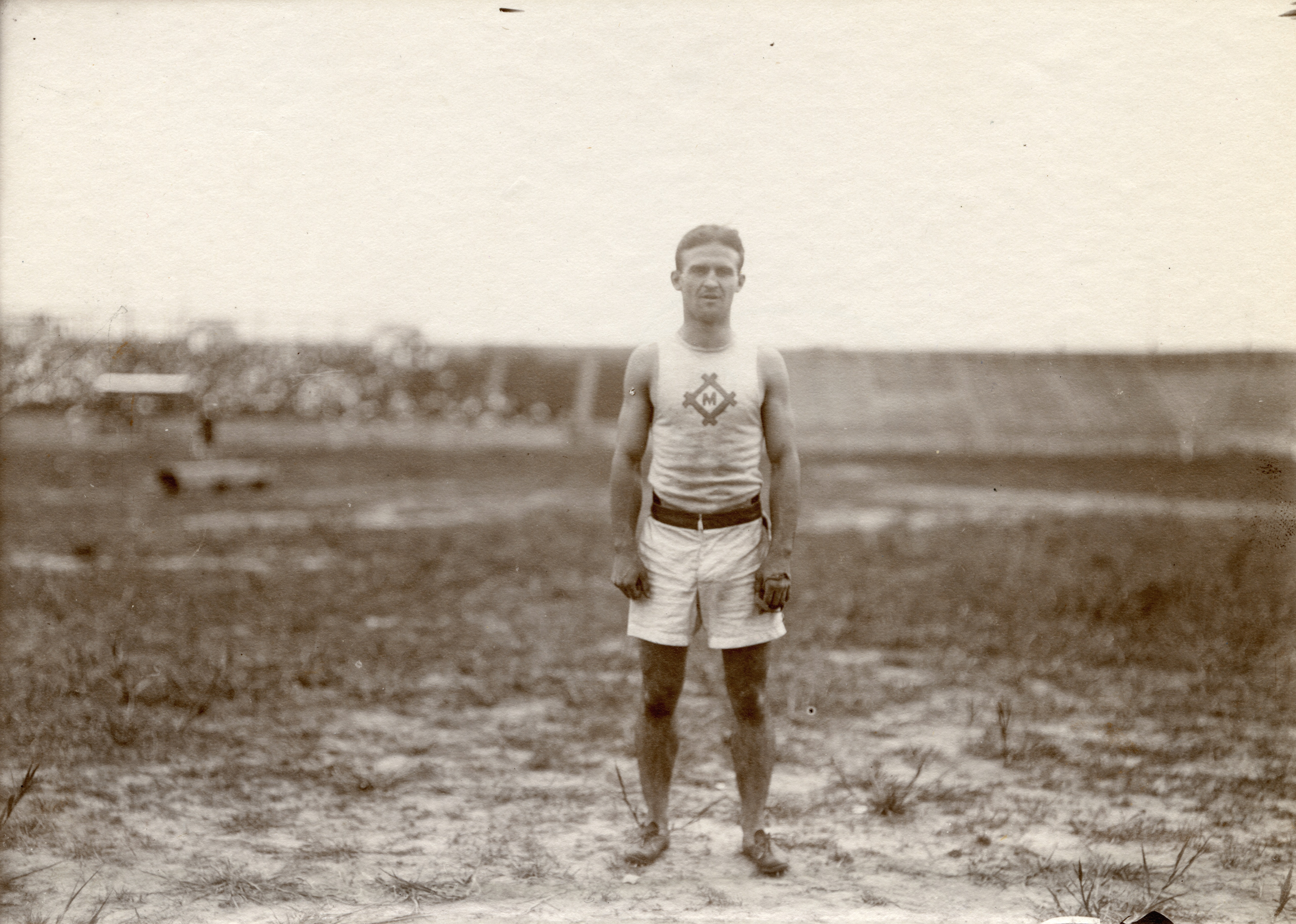
Hahn ai Giochi olimpici del 1904, dove vinse tre ori nella velocità.